# Processo transverso
Os processos transversos de uma vértebra são dois processos (um na esquerda e outro na direita) presentes na vértebras. Eles servem como ponto de ligação de músculos e ligamentos.

## Imagens adicionais

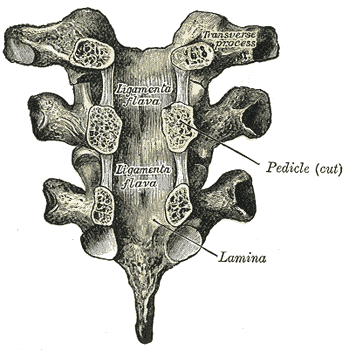
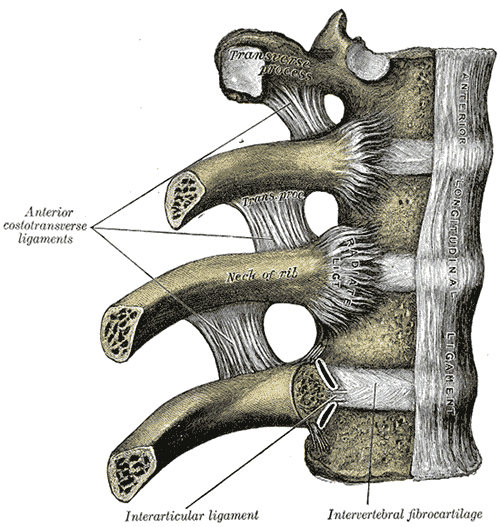
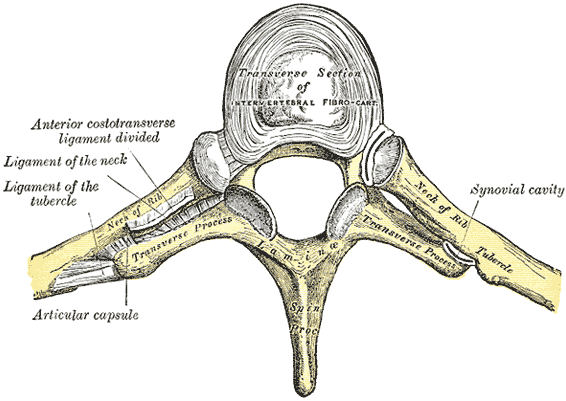